# Agrimonia macrocarpa
Agrimonia macrocarpa là loài thực vật có hoa trong họ Hoa hồng. Loài này được (Focke) Rydb. mô tả khoa học đầu tiên năm 1913.